# Ravno (cantonul Herțegovina-Neretva)
Ravno (în sârbă Равно) este un sat și o comună în cantonul Herțegovina-Neretva din Federația Bosniei și Herțegovinei, o entitate a Bosniei și Herțegovinei. Ravno a fost o comună separată până în 1963, când a devenit parte a comunei Trebinje. În 1994, granița s-a schimbat și Ravno a redevenit o comună separată. De data aceasta însă, o parte din terenurile de frontieră ale comunei Trebinje au fost adăugate ca parte a orașului Ravno. Când Ravno a moștenit o parte din fosta comună Trebinje, aceasta avea o suprafață de 447 kilometri pătrați (173 mi2). Aceste zone de frontieră adăugate au fost sub titlul de Mărci Travuniene (Trebinjska Krajina) și erau locuite în mare parte de sârbi. Sătucul Ivanica (în sârbă: Иваница) are o vedere neobstrucționată către Marea Adriatică.

## Demografie
Conform recensământului din 2013, comuna a avut o populație de 3.328 de locuitori. Majoritatea s-au declarat croați, care reprezentau 81,8%, urmați de sârbi cu 17,3% și bosniaci cu 0,6% din populație. Sârbii constituiau majoritatea în 40,1% din teritoriul comunei. Pe listele electorale pentru alegerile locale din 2016 au fost înscriși 1.425 de alegători.

### Populație
| Populația așezărilor – Comuna Ravno | Populația așezărilor – Comuna Ravno | Populația așezărilor – Comuna Ravno | Populația așezărilor – Comuna Ravno | Populația așezărilor – Comuna Ravno | Populația așezărilor – Comuna Ravno | Populația așezărilor – Comuna Ravno |
| ----------------------------------- | ----------------------------------- | ----------------------------------- | ----------------------------------- | ----------------------------------- | ----------------------------------- | ----------------------------------- |
|                                     | Așezare                             | 1961                                | 1971                                | 1981                                | 1991                                | 2013                                |
|                                     | Total                               | 1.771                               |                                     |                                     | 1.503                               | 3.328                               |
| 1                                   | Ivanica                             |                                     |                                     |                                     | 166                                 | 139                                 |
| 2                                   | Ravno                               |                                     | 549                                 | 364                                 | 198                                 | 597                                 |
| 3                                   | Trebimlja                           |                                     |                                     |                                     | 272                                 | 704                                 |
| 4                                   | Trnčina                             |                                     |                                     |                                     | 123                                 | 265                                 |
| 5                                   | Velja Međa                          |                                     |                                     |                                     | 77                                  | 203                                 |

### Compoziție etnică
|              | 2013         | 1991         | 1981         | 1971         |
| Total        | 597 (100,0%) | 198 (100,0%) | 364 (100,0%) | 549 (100,0%) |
| Croați       | 584 (97,82%) | 173 (87,37%) | 306 (84,07%) | 472 (85,97%) |
| Sârbi        | 10 (1.675%)  | 16 (8.081%)  | 41 (11,26%)  | 72 (13,11%)  |
| Alții        | 3 (0,503%)   | 3 (1.515%)   | 3 (0,824%)   |              |
| Iugoslavi    |              | 5 (2.525%)   | 12 (3.297%)  |              |
| Bosniaci     |              | 1 (0,505%)   | 2 (0,549%)   | 1 (0,182%)   |
| Muntenegreni |              |              |              | 4 (0,729%)   |

|           | 2013           | 1991           |
| Total     | 3.328 (100,0%) | 1.503 (100,0%) |
| Croați    | 2.633 (81,80%) | 776 (51,63%)   |
| Sârbi     | 558 (17,33%)   | 678 (45,11%)   |
| Bosniaci  | 20 (0,621%)    | 21 (1.397%)    |
| Alții     | 8 (0,249%)     | 13 (0,865%)    |
| Iugoslavi |                | 15 (0,998%)    |

## Așezări
Așezări comunei sunt: Baljivac⁠(d), Belenići⁠(d), Bobovišta⁠(d), Cicrina⁠(d), Čavaš⁠(d), Čopice⁠(d), Čvaljina⁠(d), Dvrsnica⁠(d), Glavska⁠(d), Golubinac⁠(d), Gorogaše⁠(d), Grebci⁠(d), Ivanica⁠(d), Kalađurđevići⁠(d), Kijev Do⁠(d), Kutina, Nenovići⁠(d), Nevada, Orahov Do⁠(d), Podosoje, Požarno, Prosjek⁠(d), Ravno, Rupni Do⁠(d), Slavogostići⁠(d), Slivnica Bobani⁠(d), Slivnica Površ⁠(d), Sparožići⁠(d), Šćenica Bobani⁠(d), Trebimlja⁠(d), Trnčina⁠(d), Uskoplje⁠(d), Velja Međa⁠(d), Vlaka⁠(d), Vukovići⁠(d), Začula⁠(d), Zagradinje⁠(d), Zaplanik⁠(d) și Zavala și părți ale așezărilor: Baonine, Orašje Popovo și Rapti Bobani.

## Ravno în timpul Războiului din Bosnia și Herțegovina
Ravno a fost atacat pentru prima dată la începutul lunii octombrie 1991 de forțele Armatei Populare Iugoslave, care au distrus satul în drum spre Dubrovnik în timpul Războiului de Independență al Croației. 24 de locuitori ai satului au fost uciși în timpul atacului.
Comuna Ravno a avut de suferit din nou pagube grele în timpul Războiului din Bosnia și Herțegovina, când majoritatea satelor au fost distruse. Zona din jurul lui Ravno a fost folosită ca un coridor prin care comitatul Dubrovnik din Croația era atacat continuu.

## Persoane notabile
- Dominik Andrijašević⁠(d) (fl. 1596–1637), episcop franciscan din Republica Ragusa
- Nikola Bošković⁠(d) (1642–1721), comerciant ragusan și tatăl lui Rudjer Josip Boscovich